# Kolarstwo na Letnich Igrzyskach Olimpijskich 2016 – wyścig drużynowy mężczyzn
Wyścig drużynowy mężczyzn podczas Letnich Igrzysk Olimpijskich 2016 rozegrany został między 11 a 13 sierpnia na torze Rio Olympic Velodrome w Rio de Janeiro.

## Terminarz
Czas w Rio de Janeiro (UTC-3:00)
| Data             | Godzina |                |
| ---------------- | ------- | -------------- |
| 11 sierpnia 2016 | 16:19   | Eliminacje     |
| 13 sierpnia 2016 | 11:17   | Pierwsza runda |
| 13 sierpnia 2016 | 16:53   | Finały         |

## Wyniki

### Eliminacje
Osiem najszybszych drużyn awansowała do pierwszej rundy. Drużyny z pierwszych czterech miejsc awansowały do rywalizacji o złoty medal.
| Pozycja | Państwo         | Zawodnicy                                                            | Wynik    | Uwagi |
| ------- | --------------- | -------------------------------------------------------------------- | -------- | ----- |
| 1.      | Wielka Brytania | Edward Clancy Steven Burke Owain Doull Bradley Wiggins               | 3:51,943 | Q,    |
| 2.      | Dania           | Norman Lasse Hansen Niklas Larsen Frederik Madsen Casper von Folsach | 3:55,396 | Q     |
| 3.      | Australia       | Alexander Edmondson Jack Bobridge Michael Hepburn Sam Welsford       | 3:55,606 | Q     |
| 4.      | Nowa Zelandia   | Pieter Bulling Aaron Gate Dylan Kennett Regan Gough                  | 3:55,977 | Q     |
| 5.      | Włochy          | Simone Consonni Liam Bertazzo Filippo Ganna Francesco Lamon          | 3:59,708 | Q     |
| 6.      | Niemcy          | Henning Bommel Nils Schomber Kersten Thielie Domenic Weinstein       | 4:00,911 | Q     |
| 7.      | Szwajcaria      | Olivier Deer Silvan Dillier Thery Schir Cyrile Thiery                | 4:03,845 | Q     |
| 8.      | Chiny           | Fan Yang Liu Hao Qin Chenlu Shen Ping’an                             | 4:05,152 | Q     |
| 9.      | Holandia        | Tim Veldt Wim Stroetinga Jan-Willem van Schip Joost van der Burgh    | DNF      | DNF   |

### Pierwsza runda
W pierwszej rundzie podział na poszczególne wyścigi odbył się na podstawie kwalifikacji i odbył się według zasady:
Wyścig 1 : 6 drużyna kwalifikacji z 7 drużyną kwalifikacji
Wyścig 2 : 5 drużyna kwalifikacji z 8 drużyną kwalifikacji
Wyścig 3 : 2 drużyna kwalifikacji z 3 drużyną kwalifikacji
Wyścig 4 : 1 drużyna kwalifikacji z 4 drużyną kwalifikacji
Zwycięzcy wyścigów 3 i 4 awansowali do wyścigu o złoty medal pozostałe 6 zespołów na podstawie uzyskanych czasów walczyło w wyścigach o brązowy medal, piąte, siódme miejsce.
| Pozycja | Wyścig | Kraj            | Zawodnik                                                             | Wynik    | Uwagi |
| ------- | ------ | --------------- | -------------------------------------------------------------------- | -------- | ----- |
| 1.      | 4      | Wielka Brytania | Edward Clancy Steven Burke Owain Doull Bradley Wiggins               | 3:50,570 |       |
| 2.      | 3      | Australia       | Alexander Edmondson Michale Hepburn Michael Hepburn Sam Welsford     | 3:53,429 |       |
| 3.      | 3      | Dania           | Norman Lasse Hansen Niklas Larsen Frederik Madsen Casper von Folsach | 3:53,542 |       |
| 4.      | 4      | Nowa Zelandia   | Pieter Bulling Aaron Gate Dylan Kennett Regan Gough                  | 3:55,654 |       |
| 5.      | 2      | Włochy          | Simone Consonni Liam Bertazzo Filippo Ganna Francesco Lamon          | 3:55,724 |       |
| 6.      | 1      | Niemcy          | Theo Reinhardtl Nils Schomber Kersten Thielie Domenic Weinstein      | 3:56,903 |       |
| 7.      | 1      | Szwajcaria      | Olivier Deer Silvan Dillier Thery Schir Cyrile Thiery                | 4:03,580 |       |
| 8.      | 2      | Chiny           | Fan Yang Liu Hao Qin Chenlu Shen Ping’an                             | 4:04,420 |       |

## Finały

### Runda medalowa
| Wyścig          | Kraj            | Zawodnik                                                       | Czas     | Pozycja |
| --------------- | --------------- | -------------------------------------------------------------- | -------- | ------- |
| o złoty medal   | Wielka Brytania | Edward Clancy Steven Burke Owain Doull Bradley Wiggins         | 3:50,265 | złoto   |
| o złoty medal   | Australia       | Alexander Edmondson Jack Bobridge Michael Hepburn Sam Welsford | 3:51,008 | srebro  |
| o brązowy medal | Dania           | Norman Hansen Niklas Larsen Frederik Madsen Casper von Folsach | 3:53,789 | brąz    |
| o brązowy medal | Nowa Zelandia   | Pieter Bulling Aaron Gate Dylan Kennett Regan Gough            |          | 4.      |

### Runda klasyfikacyjna
| Wyścig       | Drużyna    | Zawodnik                                                          | Czas     | Pozycja |
| ------------ | ---------- | ----------------------------------------------------------------- | -------- | ------- |
| o 5. miejsce | Niemcy     | Theo Reinhardt Nils Schomber Kersten Thiele Domenic Weinstein     | 3:59,485 | 5.      |
| o 5. miejsce | Włochy     | Simone Consonni Filippo Ganna Francesco Lamon Michele Scartezzini | 4:02,360 | 6.      |
| o 7. miejsce | Szwajcaria | Olivier Beer Silvan Dillier Thery Schir Cyrylie Thiery            | 4:01,786 | 7.      |
| o 7. miejsce | Chiny      | Fan Yang Liu Hao Qin Chenlu Shen Ping’an                          | 4:03,687 | 8.      |